# Heinz Günter Mebusch
Heinz Günter Mebusch (* 1952; † 2001) war ein deutscher Photograph und experimenteller Künstler.

## Leben
Mebusch studierte Fotografie und visuelle Kommunikation bei Otto Steinert und Erich vom Endt. Sein Prüfungsthema lautete „Japans Präsenz in Düsseldorf“.
Er lebte und arbeitete außer in Deutschland in ca. 40 Ländern Europas, Afrikas und Amerikas. Mebusch sprach fließend Englisch, Spanisch, Französisch und war mit Griechisch und arabischen Sprachen vertraut. Mebusch war u. a. Lehrbeauftragter an der Folkwangschule in Essen, organisierte und kuratierte Kunst- und Foto-Projekte, u. a. das Beuys-Festival 1991 in Düsseldorf.

## Werke
Mebusch schuf ein umfangreiches, strukturiertes Werk. Sein Nachlass umfasst neben sämtlichen Negativen, bereits veröffentlichten Aufnahmen und vorbereiteten Originalabzügen auch umfangreiche Manuskripte zur Fotografie, Kunstästhetik und Philosophie. Verwaltet und bearbeitet wird der Nachlass (The Mebusch Estate) von der gemeinnützigen Kulturstiftung Artforum Culture Foundation (ACF).

### Ausstellungen
U. a. in Costa Rica, Luxemburg, „Was ist Kunst“ in der Fotogalerie Wien, „Polytoxicomania“ in Hollywood, „Schatzsuche“ im Kunstmuseum Düsseldorf. Goetheinstitute San Francisco 1998 Ausstellung von 200 Bildern. Biennale di Venezia 1999

### Künstlerporträts
Face to Face
Das längste Projekt und die umfangreichste Werkreihe von Mebusch ist der Porträtierung herausragender Künstler seiner Zeit gewidmet. Mebusch ging es in der direkten Begegnung mit dem Künstler darum, die individuelle künstlerische Schöpferkraft im Menschenbild sichtbar werden zu lassen.
Alle Porträts entstanden nach einem strengen formalen Konzept in direkter Zusammenarbeit mit dem jeweiligen Künstler. Mebusch hat mit insgesamt etwa 200 Porträts, die ab 1979 bis zum Ende des Jahrtausends entstanden, ein herausragendes fotografisches Werk und Dokument der Kunstgeschichte geschaffen. Eine geringe Zahl von Arbeitsabzügen, teils mit zusätzlichen Signaturen und/oder Übermalungen der dargestellten Künstler entstand bereits zu Lebzeiten (Arbeitstitel: Reise zum Planeten ARS). Das eigentliche Werk, ein Portfolio aller Aufnahmen, bereitete er selbst noch akribisch vor und bestimmte die genaue Ausführung. Eine begrenzte Auswahl von Porträts legte Mebusch bereits als großformatigen Abzug fest. Die endgültige Veröffentlichung nach dem vorgegebenen Konzept, unter dem Titel: Face to Face – Planet of the Artists, wird verwirklicht durch ArtForum Editions.
Bedeutende s/w-Porträts und Farbaufnahmen entstanden u. a. von Joseph Beuys, James Lee Byars, Ford Beckmann, Fernando Botero, Herman de Vries, Felix Droese, Erró, Keith Haring, Dennis Hopper, Jörg Immendorff, Martin Kippenberger, Meret Oppenheim, A. R. Penck, Gerhard Richter, Richard Serra, Yannis Tsarouchis, Wolf Vostell.
Sein Nachlass umfasst weitere Werkreihen, u. a. Game of Dice, handschriftliche Aufzeichnungen und ein umfangreiches Archiv an erschienenen und vorbereiteten Originalabzügen.